# Carlo Facetti
Carlo Facetti, né le 26 juin 1935 à Cormano (Lombardie), est un pilote automobile italien, essentiellement sur voitures de tourisme  et de Sport-prototypes en circuits. Il est le fils de Piero Facetti ancien mécanicien de course de Juan Manuel Fangio, Alberto Ascari et Piero Taruffi. Son frère Guiliano et sa sœur Rosadele ont également piloté en course.

## Biographie
Sa carrière s'est étalée régulièrement sur près d'une trentaine d'années, entre 1961 (Targa Florio pour la Scuderia Sant Ambroeus, épreuve dont il termina deuxième en 1976 sur Lancia Stratos Coupé) et 1988 (500 kilomètres de Kyalami), avec quelques réapparitions comme aux 24 Heures de Daytona 1990 (épreuve dont il termina deuxième en 1977).  
Il a remporté le Championnat d'Europe FIA des voitures de tourisme en 1979 sur BMW 3.0 CSL avec son compatriote Martino Finotto, le titre constructeur revenant cette année-là à BMW.

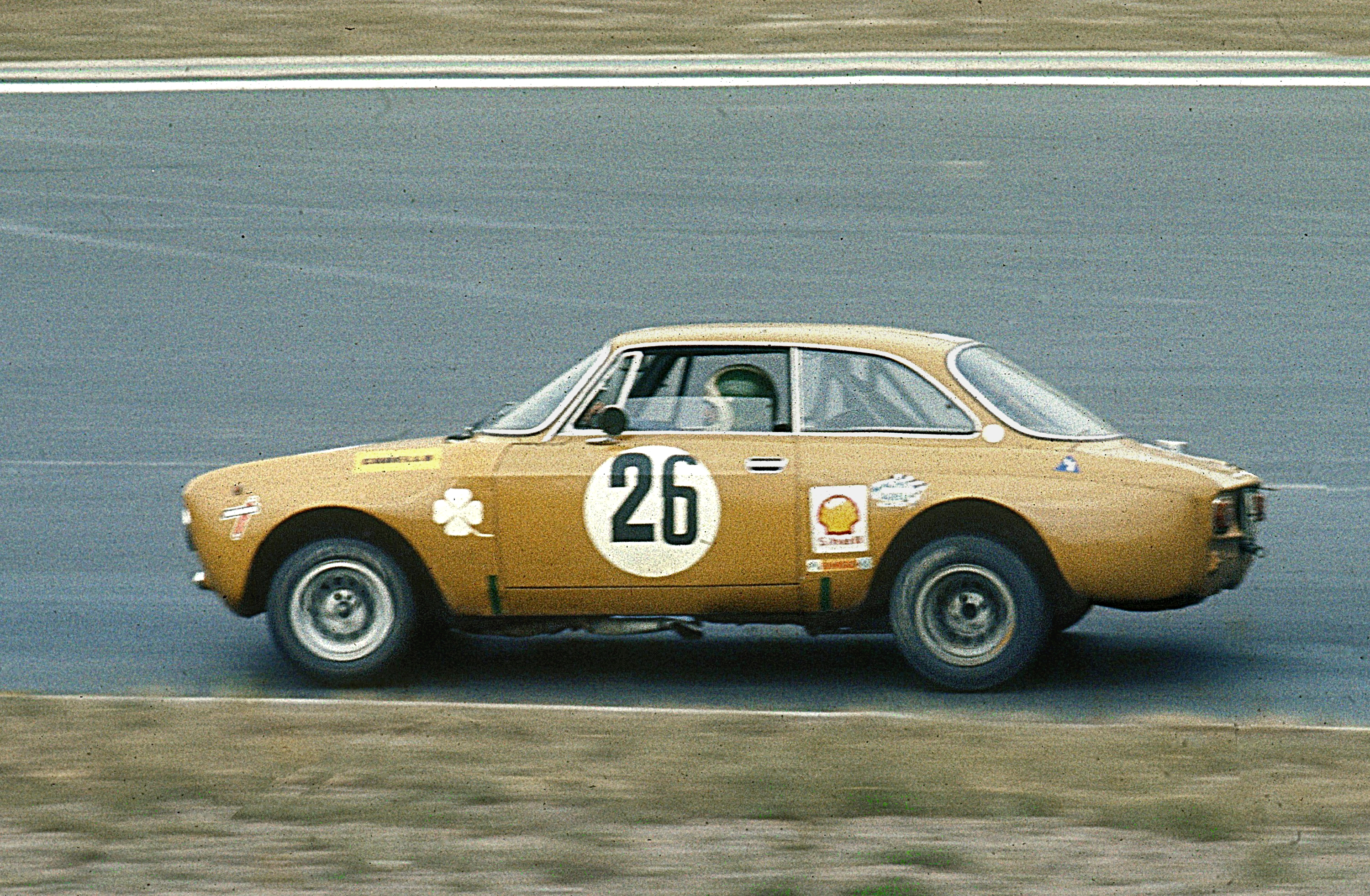
Facetti sur Alfa Romeo GTAm au GP Tourisme du Nürburgring 1973

Il a entre autres gagné les 4 Heures de Budapest 1963, les courses de côte de Trento-Bondone et Nissène 1971 (sur Chevron B19), les 500 kilomètres de Pergusa 1977, le Grand Prix de Brno 1977 et 1978 (2e en 1979), les 4 Heures d'Estoril 1977, de Monza 1978, du Nürburgring 1979, le RAC Tourist Trophy 1979, et en Championnat du monde des voitures de sport 1983 catégorie C2 Junior (pour sa première année d'existence) les 1 000 kilomètres de Silverstone, les 1 000 kilomètres du Nürburgring et les 1 000 kilomètres de Kyalami. Il s'est aussi classé deuxième du Tour d'Italie automobile en 1978 (comptant alors pour la Coupe FIA des pilotes) sur Porsche 935 Turbo, deux ans après sa victoire de 1976 sur Lancia Stratos Turbo avec Piero Sodano, et troisième des 24 Heures de Spa 1964, 1970 et 1971. Il tenta également sans succès de se qualifier pour le Grand Prix automobile d'Italie 1974 sur Brabham BT42 à moteur Ford, et il participa sur Tecno F3 à la Temporada Argentine avec sa sœur Rosadele et Giacomo Russo en 1967. Il a aussi disputé huit éditions des 24 Heures du Mans, terminant 5e en 1968 sur Alfa Romeo T33B/2 et 8e en 1981 sur Lancia Beta Montecarlo 1,4 L Turbo I4 avec Eddie Cheever et Michele Alboreto.
Au début des années 1980 Finotto et Facetti ont fondé l'entreprise CARMA (CAR pour Carlo, et MA pour Martino), pour développer des moteurs de compétition, et notamment le turbo 4 cylindres 1,8 l. de l'Alba AR2 (it) pour Giannini Automobili, en vue des 24 Heures du Mans 1983, 1984 et 1985 (et conduite par les deux hommes en 1983).